# Ајрон Мен 2
Ајронмен 2 (енгл. Iron Man 2) је амерички научнофантастични филм из 2010. године, редитеља Џона Фавроа, заснован на Марвеловом стрипу о суперхероју Ајронмену и наставак филма Ајронмен из 2008. Продуцент филма је Кевин Фајги. Сценариста је Џастин Теру по истоименом стрипу Стена Лија, Ларија Либера, Дона Хека и Џека Кирбија. Музику је компоновао Џон Дабни. Ово је трећи наставак у серији филмова из Марвеловог филмског универзума. Насловну улогу тумачи Роберт Дауни Млађи, а у осталим улогама су Гвинет Палтроу, Дон Чидл, Скарлет Џохансон, Сем Роквел, Мики Рорк и Самјуел Л. Џексон. Шест месеци након догађаја из претходног филма, Тони Старк се одупире позивима владе Сједињених Држава да преда технологију Ајронмена, што узрокује нарушавање његовог здравља. У међувремену, руски научник Иван Ванко користи своју сопствену верзију технологије да би се осветио породици Старк.
Након критичког и комерцијалног успеха филма Ајронмен 2008. године, Марвел студио је најавио и одмах након тога почео рад на продукцији наставка. У јулу, Теру је унајмљен као сценариста, а Фавро је потписао да се враћа као режисер. Дауни, Палтроуова и Џексон су најавили да ће се поново појавити у својим улогама, док је Чидл заменио Теренса Хауарда у улози Џејмса Роудса. Током раних месеци 2009. година, Рорк, Роквел и Џохансонова су добили споредне улоге у филму. Снимање је трајало од априла до јула исте године, углавном у Калифорнији где је сниман и први филм, осим кључне сцене у Монаку. За разлику од свог претходника који је мешао дигиталне и практичне ефекте, овај филм се углавном ослањао на компјутерско-генерисане слике у креирању Ајронменових одела.
Филм је премијерно приказан у Лос Анђелесу 26. априла 2010. године, док је у америчким биоскопима реализован 7. маја исте године. Филм је добио углавном позитивне критике, док су критичари хвалили Даунијеву глуму, акционе сцене, музику и визуелне ефекте, сматрали су га инфериорнијим у односу на први филм и критиковали су негативца и филмски темпо. Филм је зарадио 624 милиона долара широм света, што га је учинило седмим најуспешнијим филмом из 2010. године. Номинован је за награду Оскар у категорији за најбоље визуелне ефекте. Наставак, Ајронмен 3, премијерно је приказан 2013. године.

## Радња
Планетарни успех Тонија Старка, сада „Ајронмена” долази до Русије и буди демоне прошлости. Иван Ванко негујући оца Антона на самртној постељи сазнаје за сарадњу Антона Ванка и Хауарда Старка. Ванко почиње конструисање сопственог лучног реактора (енгл. arc reactor). У Сједињеним Државама, Сенат САД притиска Старка да преда своје одело властима. Старк одбија да се повинује жељама власти и одлучује се да организује Старков сајам технике у част свог оца.
Старк сазнаје да га језгро лучног реактора које се састоји од паладијума трује, али не успева да пронађе адекватну замену за тај елемент. Са нарастајућом стрепњом за свој живот, Старк одлучује да за себе задржи лоше здравствене прогнозе. На чело Старк Индустрије он доводи Пепер Потс и тиму придружује Натали Рашман као Потсиног личног асистента. Старк одлучује да се такмичи на Историјској великој награди Монака где га током трке напада Ванко, бичевима који из реактора емитују високи струјни напон. Потс и Хоган успевају да доставе Старку одело и он порази Ванка. Импресиониран Ванковим наступом, Старков ривал, Џастин Хемер организује бекство из затвора са циљем да му Ванко помогне надградњу његових одела.
Верујући да организује последњу рођенданску журку, Старк под дејством алкохола улази у одело Ајронмена. Разочаран ризичним потезима свог пријатеља, Џејмс Роудс улази у једно од Старкових одела и сукобљава се са Старком. Након борбе која је значајно демолирала Старкову вилу, Роудс плени одело и одлази у базу Ваздухопловства Сједињених Држава.
Ник Фјури, директор Ш.И.Л.Д.-а, одлучује да се умеша у новонасталу ситуацију. Током разговора са Старком, открива му тајни идентитет Натали Рашман, као и да је Хауард Старк био један од оснивача агенције чији је Фјури директор. Даље у прошлости, Фјури прича Старку да је његов отац отпустио Ванка након што је покушао да прода реактор. Фјури даје Старку старе материјале из кабинета његовог оца, између осталог поруку скривену у плану Старковог сајма за 1974. Уз помоћ Џарвиса, Старк открива да је план заправо структура атома новог елемента који Хауард Старк није био у могућности да синтетише. Сазнавши да је Ванко још увек жив, Старк мења паладијум новим елементом у свом реактору и креће у коначну борбу.
На сајму, Хамер открива своје беспилотне летелице, Ванкове израде, као и алтернативу Ајронмену: Ратну машину, чији је оператор Џејмс Роудс. Ванко преузима контролу над свим дроновима и Ратном машином и напада Старка. Хамер бива ухапшен од стране власти, док Старк, Хоган и Романова крећу за Ванком. Романова успева да врати контролу над Ратном машином. Старк и Роудс успевају да униште већину Ванкових дронова пре него се сукобе са Ванком. Као задњу линију одбране, Ванко диже сопствено одело у ваздух заједно са свим осталим дроновима.
Фјури упознаје Старка са Иницијативом Осветника, желећи да га регрутује као консултанта. Старк и Роудс бивају одликовани од стране Сената Сједињених Држава. У пост-кредит сцени, Фил Колсон јавља Нику Фјурију да је у Новом Мексику пронађен чекић на дну кратера у пустињи.

## Улоге
| Глумац             | Улога                              |
| ------------------ | ---------------------------------- |
| Роберт Дауни млађи | Тони Старк / Ајронмен              |
| Гвинет Палтроу     | Вирџинија „Пепер” Потс             |
| Дон Чидл           | Џејмс „Роуди” Роудс / Ратна машина |
| Скарлет Џохансон   | Наташа Романова / Црна удовица     |
| Сем Роквел         | Џастин Хамер                       |
| Мики Рорк          | Иван Ванко                         |
| Самјуел Л. Џексон  | Ник Фјури                          |
| Џон Фавро          | Хепи Хоган                         |
| Кларк Грег         | Фил Колсон                         |
| Џон Слатери        | Хауард Старк                       |
| Пол Бетани         | Џарвис (глас)                      |

## Музика
Хеви метал бенд AC/DC снимио је песму Ајронмен 2 коју је објавила кућа Коламбија рекордс, 19. априла 2010.. Постоје три верзије: основна, специјална и делукс.